# Jon Birkfeldt
Jon Birkfeldt, né le 3 juin 1996 à Helsingborg en Suède, est un footballeur suédois qui évolue au poste de défenseur central au Helsingborgs IF.

## Biographie

### Débuts professionnels
Né à Helsingborg en Suède, Jon Birkfeldt est formé par l'Helsingborgs IF, qu'il rejoint à l'âge de 14 ans en provenance de l'Eskilsminne IF (en).
En octobre 2015, est annoncé son transfert à l'Åtvidabergs FF.
En décembre 2017, Birkfeldt est annoncé à l'IFK Värnamo, qu'il rejoint en janvier 2018.
Birkfeldt inscrit son premier et unique but pour l'IFK Värnamo contre le Norrby IF, le 24 septembre 2018, à l'occasion d'une rencontre de championnat. Son équipes est battue par deux buts à un ce jour-là.

### Varbergs BoIS
Le 4 février 2020, Jon Birkfeldt signe un contrat de quatre ans à au Varbergs BoIS, tout juste promu en Allsvenskan. Il découvre alors la première division suédoise en même temps que son club, le 15 juin 2020, face à son club formateur l'Helsingborgs IF. Il est titulaire en défense centrale lors de cette rencontre, et son équipe s'impose par trois buts à zéro.

### Helsingborgs IF
Le 28 août 2023, Jon Birk feldt rejoint le Helsingborgs IF, signant un contrat de deux ans et demi, soit jusqu'en décembre 2025. Il fait ainsi son retour dans un club où il a en partie été formé mais où il n'avait pas fait ses débuts en professionnel.